# Алекто и Амик Кароу
Алекто и Амик Кароу са измислени герои на Джоан Роулинг от поредицата Хари Потър. Алекто и Амик са сестра и брат магьосници, които са смъртожадни и едни от най-верните поддръжници на Волдемор.

### История
За първи път се споменават в шестата книга от поредицата Хари Потър. Те, заедно с още няколко смъртожадни, са преки свидетели на смъртта на Албус Дъмбълдор, който е убит от професор Сивиръс Снейп в Хогуортс. След това са споменати в седмата (последна) част от поредицата, когато са назначени за учители в Хогуортс по искане на Волдемор - Черния лорд, за да може той да контролира училището. Алекто Кароу е назначена за учител по Мъгълознание на мястото на убитата от Волдемор професор Чарити Бърбидж. Братът на Алекто, Амик Кароу е назначен за учител по Защита срещу черните изкуства на мястото на Сивиръс Снейп, който става директор на Хогуортс. В края на последната част двамата взимат активно участие в нападението на Хогуортс, заедно с останалите смъртожадни.